# نوآه رینگر
نوآه رینگر (انگلیسی: Noah Ringer؛ زادهٔ ۱۸ نوامبر ۱۹۹۶) یک هنرپیشه، و بازیگر سینما اهل ایالات متحده آمریکا است. وی از سال ۲۰۱۰ میلادی تاکنون مشغول فعالیت بوده‌است.
از فیلم‌ها یا برنامه‌های تلویزیونی که وی در آن نقش داشته است می‌توان به آخرین بادافزار، کابوی‌ها و بیگانگان اشاره کرد.